# معجزة السماء (فلم)
معجزة السماء هو فيلم سينمائي مصري عام 1956.

## الممثلون
- محمد فوزي
- مديحة يسري
- عبد السلام النابلسي
- علوية جميل
- سعيد أبو بكر
- وداد حمدي
- صلاح نظمي
- سلفانا
- فتحية شاهين
- محمد شوقي
- عباس رحمي

قصة: محمد فوزي
سيناريو: علي الزرقاني، محمد فوزي
حوار: علي الزرقاني
تأليف الأغاني:حسين السيد
ألحان وموسيقى تصويرية: محمد فوزي
إخراج:عاطف سالم

## قصة الفيلم
موظف صغير تأهب للسفر إلى الإسكندرية ليعمل مغنياً بأحد ملاهيها، لكن نفراً من أصدقائه يحولون دون سفره ويأخذونه إلى رأس البر، وفي المصيف يتعرف بشابة تسببت في تعطيله عن السفر إلى الإسكندرية إذ أصيب ببرد وهو يحاول إنقاذها من الغرق، كانت قد تظاهرت بأنها على وشك الغرق. وكاد الشاب أن يغرق لعدم معرفته السباحة فأنقذته، ينشأ بينهما حب سريع جداً، وفي لحظة اندفاع عاطفي يقبلها ويراهما خال الفتاة فيثور وتنقذ الأم الموقف بأن تعلن للخال أنهما خطيبان.. يتزوج الاثنان، وتقاسى الزوجة من حال زوجها الرقيق، ويعاني الزوج من شدة فقره وهو والد عدد كبير من الأطفال، ويضطر إلى بيع الحانة بأبخس الأثمان لشخص يدعيها لنفسه، كما تزداد الحالة سوءاً بتدخل الحماة في الحياة الزوجية، ويترك منزل الزوجية ناقما على حياته، ويقابل شيخا وقورا يقول له "لو اطلعتم على الغيب لاخترتم الواقع"، بينما يسير في الطريق تصدمه سيارة، وفي لحظات غيبوبة يرى نفسه وقد صعد سلم المجد والشهرة كمطرب، ويصادف فتاته بصحبة شاب هو يطاردها، لكنها تعلن بأنها مخطوبة ويسوء حال الأب ويحتسى الخمر ويطرد من عمله. يمرض ويحاول مراراً اجتذاب قلب الفتاة إليه دون جدوى، وفي ليلة زاج الاثنين غرفة النوم ويخنق الفتاة وتموت خنقا وينتهى ما شاهده في غيبوبته، وعندما يفوق يذهب مسرعا إلى منزله، وينادى زوجته وحماته ويحتضنهما.

## روابط خارجية
- معجزة السماء على موقع الدهليز
- معجزة السماء على موقع قاعدة بيانات الأفلام العربية